# Герб Амстердама
Герб Амстердама (нід. Wapen van Amsterdam) — офіційний символ столиці Нідерландів міста Амстердама, який у властивій геральдиці формі відображає його історичний розвиток.

## Опис та історія
Герб Амстердама складається з трьох хрестів святого Андрія (хоча покровителем міста вважається Сінт-Ніклас (святий Микола), також ці хрести є складовою прапора міста), які розташовані в ряд вертикально на чорному полі-смужці у червоному щиті. Ці хрести позначають 3 гідності міста: доблесть, твердість, і милосердя. Народна традиція також пов'язує їх із трьома постійними загрозами Амстердамові: водою, вогнем і епідемією.
Також на гербі Амстердама присутня Австрійська Імператорська корона, що вінчає щит із хрестами. Її поява на гербі мала історичне підґрунтя — 1489 року король Максиміліан I на знак подяки за заслуги міста і великі займи дарував Амстердаму право прикрасити свій герб королівською короною, а в 1508 році після коронації Максиміліана I імператором Священної Римської імперії королівську корону замінили на імператорську. У XVII столітті вона була знову замінена на корону Рудольфа II. 
Леви, що підтримують з обох боків щит із хрестами та короною над ним, з'явилися на амстердамському гербі в XVI столітті, коли Нідерланди стали республікою.
Нарешті внизу герба розміщена розділена на три частини (на кожне слово) стрічка з девізом міста: Heldhaftig, Vastberaden, Barmhartig («Доблесний, Рішучий, Милосердний»), що був дарований містові в 1947 році королевою Вільгельміною II на знак визнання і вшанування звитяги амстердамців, проявленої під час Другої світової війні.